# Gullringen
Gullringen è un'area urbana della Svezia situata nel comune di Vimmerby, contea di Kalmar.
La popolazione risultante dal censimento 2010 era di 541 abitanti.